# Kanton Saint-Lô-1
Der Kanton Saint-Lô-1 ist seit 2015 ein französischer Wahlkreis im Arrondissement Saint-Lô, im Département Manche und in der Region Normandie; sein Hauptort ist Saint-Lô.

## Gemeinden
Der Kanton besteht aus zehn Gemeinden und einem Teil der Stadt Saint-Lô mit insgesamt 19.885 Einwohnern (Stand: 1. Januar 2022) auf einer Gesamtfläche von 120,34 km²:
| Gemeinde            | Einwohner 1. Januar 2022 | Fläche km² | Dichte Einw./km² | Code INSEE | Postleitzahl |
| ------------------- | ------------------------ | ---------- | ---------------- | ---------- | ------------ |
| Agneaux             | 4.266                    | 6,50       | 656              | 50002      | 50180        |
| Le Lorey            | 570                      | 14,57      | 39               | 50279      | 50570        |
| Le Mesnil-Amey      | 287                      | 2,81       | 102              | 50302      | 50570        |
| Le Mesnil-Eury      | 180                      | 3,46       | 52               | 50310      | 50570        |
| Marigny-Le-Lozon    | 2.754                    | 19,17      | 144              | 50292      | 50570        |
| Montreuil-sur-Lozon | 345                      | 6,45       | 53               | 50352      | 50570        |
| Remilly Les Marais  | 1.064                    | 22,13      | 48               | 50431      | 50570        |
| Saint-Gilles        | 987                      | 7,84       | 126              | 50483      | 50180        |
| Saint-Lô            | 7.651                    | 9,02       | 848              | 50502      | 50000        |
| Thèreval            | 1.781                    | 28,39      | 63               | 50239      | 50180        |
| Kanton Saint-Lô-1   | 19.885                   | 120,34     | 165              | 5022       | –            |

1. ↑   Nur der westliche Teil der Gemeinde, der Rest gehört zum Kanton Saint-Lô-2.

### Veränderungen im Gemeindebestand seit 2016
2017:
- Fusion Le Mesnil-Vigot, Les Champs-de-Losque (Kanton Pont-Hébert) und Remilly-sur-Lozon → Remilly Les Marais

2016:
- Fusion Lozon und Marigny → Marigny-Le-Lozon
- Fusion Hébécrevon und La Chapelle-en-Juger → Thèreval